# ЦП-5

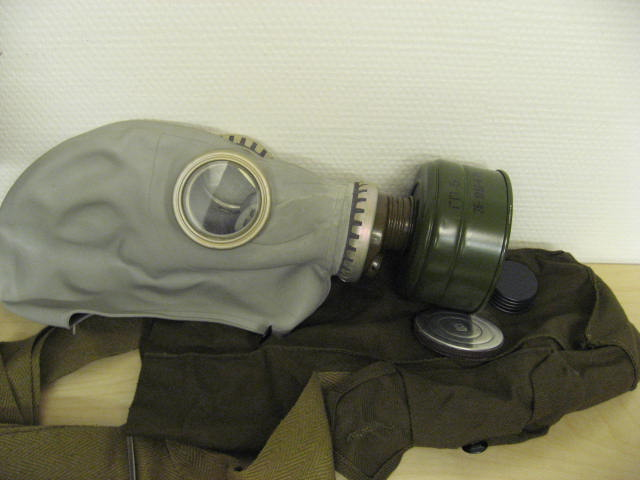
ГП-5 з сумкою для носіння і коробкою з плівками, що не запотівають

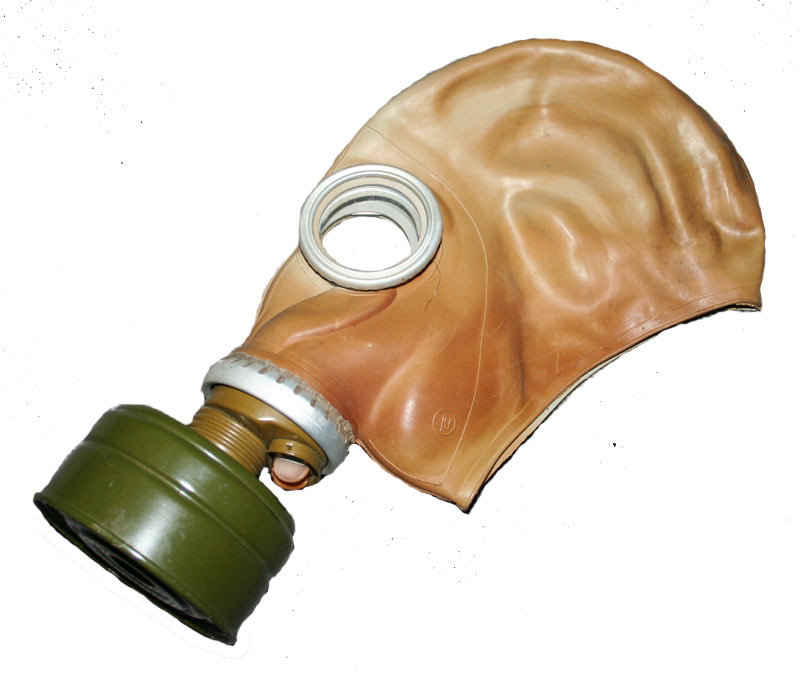
Зовнішній вид ГП-5 (Війська НДР)

ГП-5 (Цивільний Протигаз -5) — засіб індивідуального захисту фільтруючого типу радянського і російського виробництва, призначений для захисту органів дихання, очей, шкіри голови. Призначається для захисту від отруйних речовин, мікробів і токсинів. Принцип захисної дії даного засобу захисту ґрунтується на тому, що використовуване для дихання заражене повітря попередньо очищається від шкідливих домішок за допомогою спеціальних поглиначів і фільтрів. На даний момент виготовляється в Україні під назвою ІЗОД-1 та комплектується ФПК (фільтруючо-поглинаючими коробками) ТМ TRAYAL та SIGMA, які виготовляються за стандартами НАТО і постачаються військовому контингенту НАТО у Європі.

## Особливості
Відмінністю протигаза ЦП-5 від інших моделей є те, що лицьова частина протигаза не комплектується сполучною гофрованою трубкою, а безпосередньо приєднується до протигазової коробки.
В комплект протигазу входять ФПК (фільтруючо-поглинаюча коробка) з маркуванням ГП-5, лицьова частина ШМ-62 або ШМ-62У (стоншення), сумка для носіння та коробка з незапотіваючими плівками (НП). Протигаз ЦП-5 призначений для використання цивільним населенням. Протигаз ЦП-5 випускається в п'яти розмірах: 0, 1, 2, 3, 4 (у маски ШМ-62У — 0у, 1у, 2у, 3у, 4у). Маркування шолом-масок ШМ-62 ии ШМ-62У нанесена у вигляді опуклого відбитка від прес-форми: у підборіддя частини в колі цифрою вказаний ріст шолом-маски, дві останні цифри року виготовлення, квартал (точками), умовне позначення підприємства-виготовлювача (літерою), номер прес-форми.
Для підбору необхідного зростання шолом-маски потрібно виміряти голову по замкнутій лінії, що проходить через верхівку, щоки і підборіддя. Виміри округлюються до 0,5 см. При величині виміру до 63 см беруть нульовий ріст, від 63,5 до 65,5 см — перший, від 66 до 68 см — другий, від 68,5 до 70,5 см — третій, від 71 см і більше — четвертий.
З урахуванням недоліків попередніх моделей в шолом-маску протигаза ЦП-5 були внесені деякі поліпшення.
Після доопрацювання протигаз набув назву ЦП-5М (військовий аналог — ПМГ-2, різниця тільки в ФПК), а шолом-маска стала називатися ШМ-66МУ. Маркування ШМ-66МУ повністю відповідає маркуванню ШМ-62У.
- Змінена конструкція лицьової частини шолом-маски що дозволило значно підвищити зручність носіння.
- Покращена конструкція переговорної мембрани.
- Була дороблена і підвищена надійність системи клапанів вдиху і видиху. Це було досягнуто за рахунок зміни форми їх пелюсток, які тепер забезпечують більш швидке і надійне замикання камер клапанної коробки. І перешкоджає їх деформації в процесі старіння.

З 2022 року в Україні почалося виготовлення цивільних протигазів, де за основу була взята радянська маска ШМП (аналог), яка почала виготовлятися на виробничих потужностях ТОВ "НВП Захист України" під назвою ІЗОД-1. Виходячи з назви лицевої частини (маски), протигаз отримав назву ІЗОД-1. Дана модель протигазу комплектується ФПК (фільтрувально-поглинальними коробками) торгових марок TRAYAL (Сербія) або SIGMA (Чехія), які виготовляються за стандартами НАТО та відповідає всім вимогам СОУ МНС 75.2-00013528-002:2010, Постанові КМУ №1200 від19.08.2002 року, українським та міжнародним стандартам ДСТУ EN 14387:2017, ДСТУ EN 136:2003, ДСТУ ГОСТ 12.4.041-2006 та інші нормативним актам. 

## Характеристики
- Вага протигаза в зборі не більше 0,9 кілограма;
- Вага протигазової коробки (спорядженої) — 0,25 кг;
- Вага лицьової частини ШМ-62, кг — 0,43; ШМ-62У, кг — 0,40:
- Габаритні розміри протигаза при розміщенні в сумці-120х120х270 міліметрів;
- Габаритні розміри коробки, в міліметрах: діаметр — 112; висота з ковпачком — 80;
- Опір протигазової коробки (спорядженої) постійному потоку повітря 30 л/хв, мм вод. ст. — не більше 19;
- Опір лицьової частини постійному потоку повітря — 30 л/хв; на вдиху, мм вод. ст. — не більше 2; на видиху, мм вод. ст. — не більше 10;
- Опір протигаза постійному потоку повітря 30 л/хв; на вдиху, мм вод. ст. — не більше 10; на видиху, мм вод. ст. — не більше 10;
- Протигазова коробка повинна бути герметичною при надмірному тиску 100 мм ртутного стовпа — при перевірці у водяній ванні протягом 8-10 секунд від поверхні коробки не повинні відокремлюватися бульбашки повітря;
- Лицьова частина повинна бути герметичною при розрідженні 120 мм вод. ст. і не повинна давати падіння рівня рідини у одному коліну манометра більш ніж на 18 мм протягом 1 хвилини.[2]

## Підготовка до використання
Перед застосуванням протигаз необхідно перевірити на справність та герметичність. Оглядаючи лицьову частину, слід упевнитися в тому, що ріст шолом-маски відповідає необхідному.
Потім визначити її цілісність, звернувши увагу на стекла очкового вузла. Після цього перевірити клапанну коробку, стан клапанів. Вони не повинні бути покороблені, засмічені або порвані. На фільтруючо-поглинаючій коробці не повинно бути вм'ятин, іржі, проколів, в горловині — ушкоджень. Звертається увага також на те, щоб в коробці не пересипалися зерна поглинача.
Протигаз збирають так. У ліву руку беруть шолом-маску за клапанну коробку. Правою рукою угвинчують до відмови фильтруючо-поглинаючу коробку нагвинтованою горловиною у патрубок клапанної коробки шолом-маски. Нову лицьову частину протигаза перед надяганням необхідно протерти зовні і всередині чистою ганчіркою, злегка змоченою водою, а клапани видиху продути. При виявленні у протигазі тих чи інших ушкоджень їх усувають, при неможливості зробити це протигаз замінюють справним. Перевірений протигаз у зібраному вигляді укладають в сумку: вниз фільтруючо-поглинаючу коробку, зверху — шолом-маску, яку не перегинають, тільки трохи підкручують головний і бічну частини так, щоб захистити скло окулярного вузла.

## Використання
Виданий у користування протигаз може перебувати в трьох положеннях:
- В «похідному» стані,
- В положенні «напоготові»,
- В «бойовому» положенні.

- Для приведення протигаза ЦП-5 в похідне положення необхідно надіти сумку з протигазом через праве плече так, щоб вона перебувала на лівому боці, а застібка знаходилася від себе, підігнати за допомогою пряжок плечовий ремінь так, щоб верхній край сумки був на рівні поясного ременя, перевірити надійність протигаза, скласти протигаз у протигазної сумку. При необхідності протигаз може бути закріплений на поясі за допомогою тасьми.

- В положенні «напоготові» протигаз переводять за сигналами «Повітряна тривога» і «Загроза радіоактивного зараження», тобто при безпосередній загрозі ядерного, хімічного або бактеріологічного (біологічного) нападу. При цьому необхідно протигаз пересунути вперед, розстебнути клапан протигазової сумки, закріпити протигаз на тулуб за допомогою тасьми.

- У «бойове» положення протигаз переводиться за командою «Гази», за сигналами «Хімічний напад», «Радіоактивне зараження», «Бактеріальне зараження», а також самостійно (без команди і сигналів) при виявленні ознак радіоактивних, отруйних речовин і бактеріальних засобів в повітрі або на місцевості.

## Джерело
- П. Сам., Далекосхідний ФО, Біробіджан, 2009